# Mazuriwka (rejon tulczyński)
Mazuriwka (ukr. Мазурівка, pol. hist. Mazurówka) – wieś na Ukrainie, w obwodzie winnickim, w rejonie tulczyńskim, w radzie wiejskiej Kynasziw, na wschodnim Podolu.

## Geografia
Wieś położona 3 km na południowy zachód od Tulczyna, a 12 km od stacji kolejowej w Żurawliwce. Przez Mazuriwkę przebiega szosa (R08), łącząca region z Kijowem, Winnicą i Odessą.

## Historia
Według tradycji miejscowość istniała już w końcu XVII w. Właścicielem miejscowości byli Potoccy, m.in. Stanisław Szczęsny Potocki. W czasach I Rzeczypospolitej Mazurówka przynależała administracyjnie do województwa bracławskiego, prowincji małopolskiej Korony Królestwa Polskiego, po czym odpadła od Polski w 1793 w wyniku II rozbioru. W XIX w. Mazurówka (albo Mazurowce) leżała w gminie (włości) Żurawlówka w powiecie bracławskim guberni podolskiej w Imperium Rosyjskim. Należała do klucza tulczyńskiego sprzedanego państwu przez Marię z Potockich Stroganową, córkę Bolesława.
W 1885 w Mazurówce znajdowało się 180 gospodarstw, z czego 120 należało do gminy Żurawlówka, a 30 do miasta Tulczyn jako grunty mieszczańskie.
W 1895 otwarto we wsi szkołę cerkiewną, w której uczyło się 30 dzieci. Do 1917 r. ukazywało się też lokalne czasopismo.
Po rewolucji październikowej w Mazurówce czerwonoarmiści zorganizowali w 1918 r. komitet biedoty, który stał się pierwszym organem władzy sowieckiej. Następnie odbyły się wybory do rady wiejskiej i zorganizowano kołchoz.

## Współczesność
We wsi znajduje się punkt akuszersko-felczerski, sklep spożywczo-przemysłowy, piekarnia, biblioteka, szkoła I i II stopnia wraz z przedszkolem. Tutejszy kołchoz przekształcono w 1994 r. w spółdzielnię rolniczą, następnie w spółkę z o.o., a na początku XXI w. – w prywatne przedsiębiorstwo rolnicze.